# Yola ocris
Yola ocris är en skalbaggsart som beskrevs av Guignot 1953. Yola ocris ingår i släktet Yola och familjen dykare. Inga underarter finns listade i Catalogue of Life.